# ناحية بوابة السلام
ناحية بوابة السلام هي ناحية من نواحي العراق تقع غرب العاصمة بغداد تقع ضمن حدود محافظة بغداد.